# Krefeld
Krefeld är en kreisfri stad i Regierungsbezirk Düsseldorf i det tyska förbundslandet Nordrhein-Westfalen och är belägen omkring 30 kilometer från gränsen mot Nederländerna. Staden har cirka 
230 000 invånare och ingår i storstadsområdet Rheinschiene.

## Historia
Under första århundradet efter Kristus uppförde romarna en fästningsanläggning i sydöstra delen av vad som numera är Krefeld. Stadens namn omtalas i skriftliga handlingar första gången 1166. År 1373 fick Crefeld stadsrättigheter av kejsaren Karl IV. Efter westfaliska freden 1648 blev Krefeld, som redan under reformationstiden hade blivit protestantiskt, en tillflyktsort för anhängare till olika icke-katolska religiösa rörelser, framför allt vederdöpare och mennoniter, vilka kan sägas vara föregångare till dagens baptister. På det sättet kom kunskapen om sidenvävning till staden 1656 genom en flykting vid namn Adolf von der Leyen. Hundra år senare var ungefär halva Krefelds befolkning sysselsatt inom sidenindustrin. 
Framför allt mennoniterna, som snart utgjorde en majoritet av invånarna i staden, var mycket starka motståndare till krigstjänst och Krefeld fick så småningom ett privilegium, att invånarna var befriade från krigstjänst. Antalet tillströmmande flyktingar blev emellertid snart alltför stort, vilket ledde till att en del av flyktingarna 1683 emigrerade till Amerika och där grundade staden Germantown.
Krefeld blev 1702 en preussisk stad.
År 1828 inträffade det första tyska arbetarupproret i Krefeld, då sidenvävare vid von der Leyens företag protesterade mot lönesänkningar. Upproret slogs ned av preussisk militär.
Sedan 1794 var Krefelds privilegium angående befrielse från krigstjänst historia och när första världskriget bröt ut 1914 fanns också krefeldare med bland soldaterna. Från 1919 och ett antal år framöver var Krefeld ockuperat av belgiska trupper och 1933 marscherade staden med resten av Tyskland in i nationalsocialismen. 
Andra världskriget lämnade inte Krefeld utan följder. Den 21 juni 1943 blev stora delar av stadens östra delar jämnade med marken, men av någon lycklig omständighet skonades den gamla innerstaden. Den 3 mars 1945 intogs staden av amerikanska trupper.

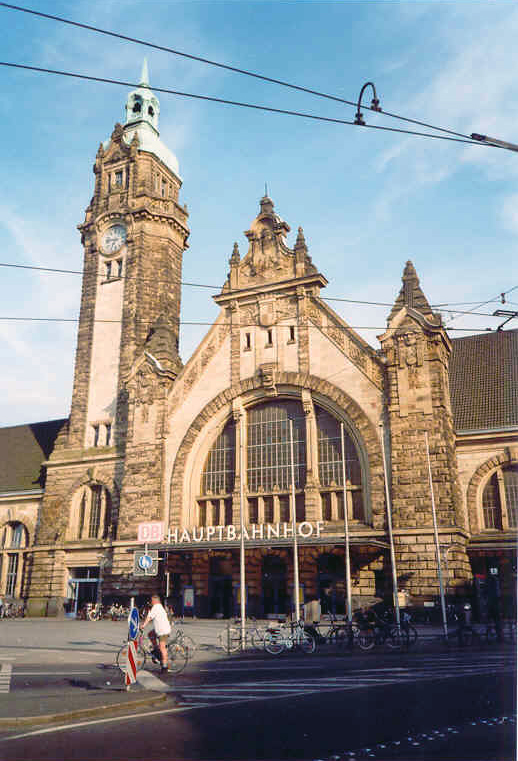
Centralstation
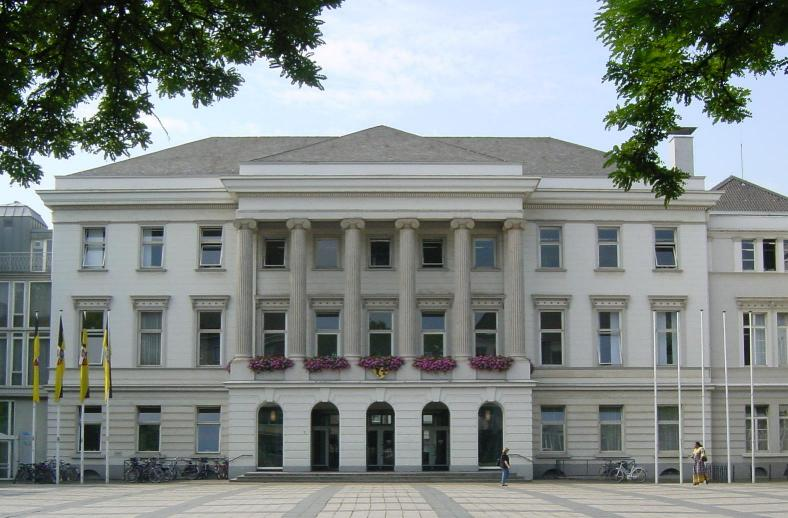
Rådhuset
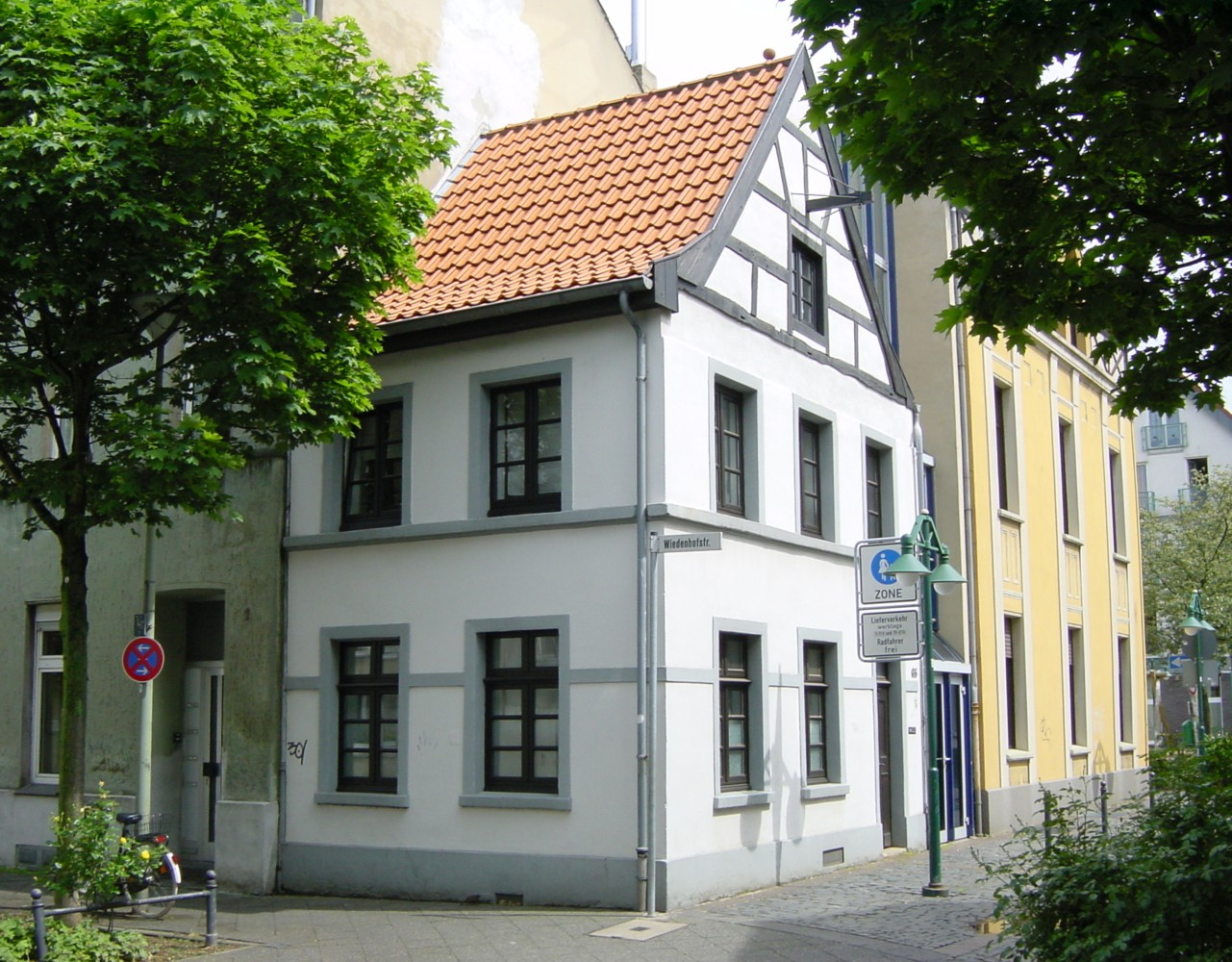
Weberhaus
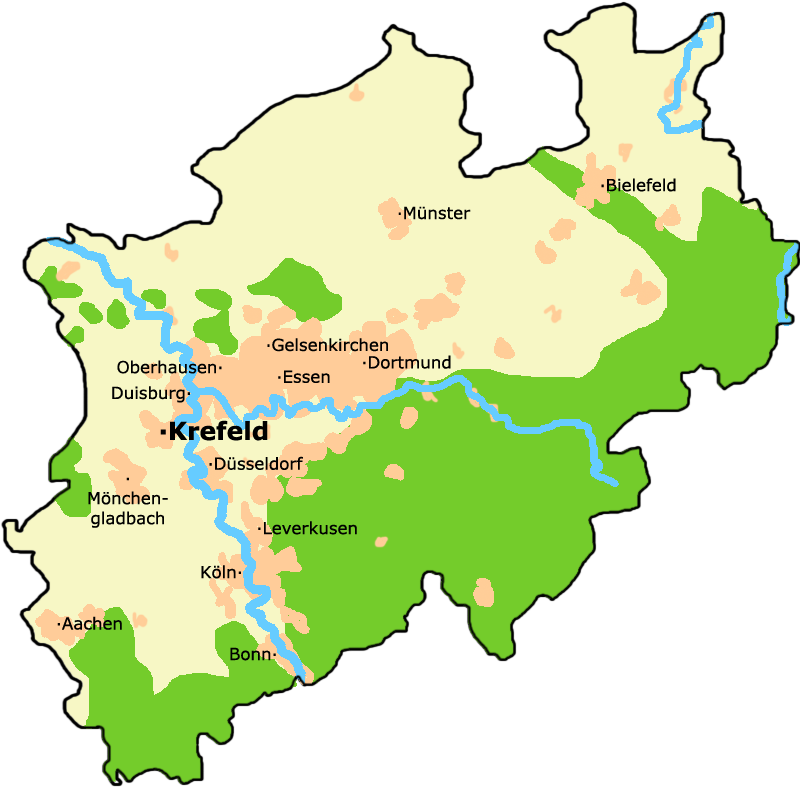

## Ekonomi
Under 1500-talet utvecklades textilindustrin i Krefeld och staden fick också under en period monopol på produktionen av siden. Textilindustrin var till sist så dominerande i staden att den allmänt kallades för Siden- och sammetstaden. Under 1700-talet tilltog industrialiseringen av Krefeld och den har verkningar ännu i dag, då staden i stor utsträckning är beroende av kemisk-teknisk (Bayer AG), metall-, fordons-, maskin- och textilindustri. Som en kuriositet kan nämnas, att staden anses som ett centrum för Europas slipstillverkning.

## Kommunikationer
Krefeld är på grund av närheten till autobahn A57 från Köln till nederländska Nijmegen och A44 från Aachen via Düsseldorf till Kassel väl inlemmat i det överregionala vägnätet.
Ett flertal regionala järnvägslinjer har anknytningar till Krefeld och Düsseldorfs internationella flygplats ligger inte längre från stadens centrum än ca 20 km.

## Utbildning
Krefeld bedriver tillsammans med Mönchengladbach utbildning i Hochschule Niederrhein. I Krefeld finns specialinriktningar inom kemi, design, elektroteknik, informationsteknik, maskinbyggnad, metodteknik och hälsovård.

## Fritid
Inom stadsområdet finns ett naturområde Stadtwald, som förutom lekplatser för barn har promenadvägar och möjligheter till båtturer i småbåtar men även en golfbana och en galoppbana. För människor på utflykt finns också en väl tilltagen Biergarten där det finns goda möjligheter att få såväl en rast som en öl.

## Idrott
Stadens fotbollslag KFC Uerdingen 05 hade en storhetsperiod under 1980-talet. Laget som då hette Bayer 05 Uerdingen vann tyska cupen 1985 efter seger mot storlaget FC Bayern München. Man hade även flera landslagsspelare där den framgångsrikaste hette Matthias Herget. Under 90-talet gick det sämre och idag huserar laget i Regionalliga. Ishockeylaget Krefeld Pinguine spelar i högsta ligan, och är kvalificerat för Champions Hockey League 2014/2015.